# Grande-Bretagne aux Jeux olympiques d'été de 1936
La Grande-Bretagne participe aux Jeux olympiques d'été de 1936 à Berlin. Elle y remporte quatorze médailles : quatre en or, sept en argent et trois en bronze, se situant à la dixième place des nations au tableau des médailles. La délégation britannique regroupe 208 sportifs.

## Médailles
| Médaille                            | Nom                                                                              | Sport      | Compétition                                 |
| ----------------------------------- | -------------------------------------------------------------------------------- | ---------- | ------------------------------------------- |
| Médaille d'or, Jeux olympiques      | Harold Whitlock                                                                  | Athlétisme | 50 km marche                                |
| Médaille d'or, Jeux olympiques      | Frederick Wolff, Godfrey Rampling William Roberts, Godfrey Brown                 | Athlétisme | 4 × 400 m                                   |
| Médaille d'or, Jeux olympiques      | Jack Beresford, Leslie Southwood                                                 | Aviron     | Deux de couple hommes                       |
| Médaille d'or, Jeux olympiques      | Miles Bellville,Russell Harmer Charles Leaf, Leonard Martin Christopher Boardman | Voile      | 6 m JI (mixte)                              |
| Médaille d'argent, Jeux olympiques  | Godfrey Brown                                                                    | Athlétisme | 400 m                                       |
| Médaille d'argent, Jeux olympiques  | Ernest Harper                                                                    | Athlétisme | Marathon                                    |
| Médaille d'argent, Jeux olympiques  | Donald Finlay                                                                    | Athlétisme | 110 m haies                                 |
| Médaille d'argent, Jeux olympiques  | Eileen Hiscock, Violet Olney Audrey Brown, Barbara Burke                         | Athlétisme | 4 × 100 m féminin                           |
| Médaille d'argent, Jeux olympiques  | Dorothy Odam                                                                     | Athlétisme | Saut en hauteur féminin                     |
| Médaille d'argent, Jeux olympiques  | David Dawnay, Bryan Fowler Humphrey Guinness, William Hinde                      | Polo       |                                             |
| Médaille d'argent, Jeux olympiques  | Thomas Bristow, Alan Barrett Peter Herbert Jackson, John Sturrock                | Aviron     | Quatre en pointe sans barreur hommes        |
| Médaille de bronze, Jeux olympiques | Ernest Mills, Harry Hill Ernest Johnson, Charles King                            | Cyclisme   | Poursuite par équipe                        |
| Médaille de bronze, Jeux olympiques | Alec Scott, Edward Howard-Vyse Richard Fanshawe.                                 | Équitation | Concours complet par équipes                |
| Médaille de bronze, Jeux olympiques | Peter Markham Scott                                                              | Voile      | Monotype olympique ou Olympia Jolle (mixte) |

## Sources
- (en) Bilan complet de la Grande-Bretagne sur le site SR/Olympic Sports
- (en) Bilan complet de la Grande-Bretagne sur le site olympedia.org